# 库尔特·哈塞
库尔特·哈塞（德語：Kurt Hasse，1907年2月7日—1944年1月9日），德国男子马术运动员。他曾代表德国参加1936年夏季奥林匹克运动会马术比赛，获得二枚金牌。他在第二次世界大战期间阵亡。